# Nisland
Nisland es un pueblo ubicado en el condado de Butte en el estado estadounidense de Dakota del Sur. En el Censo de 2010 tenía una población de 232 habitantes y una densidad poblacional de 333 personas por km².

## Geografía
Nisland se encuentra ubicado en las coordenadas 44°40′23″N 103°33′14″O / 44.67306, -103.55389. Según la Oficina del Censo de los Estados Unidos, Nisland tiene una superficie total de 0.7 km², de la cual 0.7 km² corresponden a tierra firme y (0%) 0 km² es agua.

## Demografía
Según el censo de 2010, había 232 personas residiendo en Nisland. La densidad de población era de 333 hab./km². De los 232 habitantes, Nisland estaba compuesto por el 96.12% blancos, el 0.86% eran afroamericanos, el 0.43% eran amerindios, el 0% eran asiáticos, el 0% eran isleños del Pacífico, el 0% eran de otras razas y el 2.59% pertenecían a dos o más razas. Del total de la población el 3.02% eran hispanos o latinos de cualquier raza.